# La Princesse de Clèves (film, 1961)
Pour les articles homonymes, voir La Princesse de Clèves (homonymie).
Pour plus de détails, voir Fiche technique et Distribution.
La Princesse de Clèves est un film franco-italien réalisé par Jean Delannoy, sorti en 1961. 
Il s'agit d'une adaptation du roman éponyme de Madame de La Fayette, publié anonymement en 1678. Le roman a pour cadre la vie à la cour des Valois dans les dernières années du règne d'Henri II.
Les tourments intérieurs de la princesse de Clèves qui a juré fidélité à son mari, un homme vieillissant. Éprouvant de l'amour pour le jeune et séduisant duc de Nemours, la princesse révèle ces sentiments à son époux, exacerbant une jalousie qui lui est fatale. Elle lui reste fidèle jusqu'à ce qu'elle aille le rejoindre dans la tombe.

## Synopsis
En 1559, le règne d'Henri II touche à fin alors que la vie fastueuse à la cour des Valois est emplie d’hypocrisie et de faux-semblants. Mademoiselle de Chartres épouse sans l'aimer le prince de Clèves, de vingt ans son aîné. Lors du bal des noces donné au palais du Louvre, la reine Catherine de Médicis se montre follement jalouse de Diane de Poitiers, maîtresse influente du roi après avoir peut-être été aussi celle de son père défunt, François 1er. Courtisée par le vidame de Chartres, Catherine ordonne qu’il lui soit entièrement attaché, sous peine de terrible menace. La reine dauphine, Marie Stuart, mal mariée au jeune dauphin fils du roi, le futur François II, guette l'arrivée du duc de Nemours qu'elle aime en secret et dont la réputation de séducteur est connue et convoitée jusqu’à la cour d’Angleterre pour laquelle Henri II est impatient que Nemours en soit le futur roi. Par hasard, au cours d'une figure de danse, la belle mariée se retrouve sans cavalier. Le roi Henri II lui donne comme gage d'inviter à danser le premier arrivant. Le duc de Nemours entre à ce moment-là. C'est ainsi que la douce et jeune princesse fait la connaissance du beau et brillant seigneur de la cour. D'emblée, la princesse est troublée autant que le duc.
Les deux jeunes gens se revoient parfois : à une séance de pose pour un peintre portraitiste, au jeu de paume. Un tendre sentiment les unit bientôt, s'exprimant à la faveur d'incidents futiles en apparence, mais lourds de sens comme cet échange d’écharpes remarqué par Clèves. Ce dernier adore sa femme, mais cependant, il n’est pas heureux : « Vous n'avez pour moi, madame, qu'une sorte de bonté qui ne peut me satisfaire. » La princesse lui jure fidélité et lui fait serment qu’elle ne sera pas parjure. Elle aspire au bonheur et ne peut brader sa vertu. Elle veut aimer sans trahir.
Le vidame de Chartres, cousin de la princesse et ami de Nemours, a perdu une lettre d'amour. Si elle parvient entre les mains de la reine Catherine de Médicis, les jours du vidame sont comptés. La lettre non signée est retrouvée par le perfide et hypocrite bouffon du roi, qui aussitôt la remet entre les mains de la dauphine Marie Stuart qui l’envoie à la princesse de Clèves pour authentifier l’écriture. Chartres réclame son aide à Nemours, afin qu’il consente à devenir le destinataire de la lettre. À la lecture de celle-ci, le chagrin de la princesse est réel, cependant elle accepte, à la demande de son mari, de recevoir Nemours qui réussit à la convaincre de sa sincérité. Ensemble, ils brûlent la lettre. Mais l’impitoyable reine, prévenue par le sinistre bouffon de l’infidélité de Chartres, réclame la lettre. Afin de sauver leur cousin Chartres, le prince de Clèves demande à son épouse de la réécrire avec le duc de Nemours qui, à présent, peut la prendre à son compte. Le temps de la rédaction de cette déclaration d'amour rédigée en commun leur fait passer un exquis moment d’intimité, durant lequel Nemours croit dérober le portrait de la princesse sans qu’elle l’ait vu. À la lecture de la lettre, la reine n’est pas dupe et jette le bouffon au cachot. Madame de Clèves, se rendant compte de l'amour toujours plus fort qu'elle éprouve pour Nemours, demande à son mari à se retirer à la campagne, au château de Coulommiers.
Lors d’une promenade, la princesse déclare à son mari qu'elle ne veut plus retourner à la cour, parce qu'elle y est en péril d'amour. Elle lui avoue qu'elle aime un autre homme mais, malgré l’insistance du prince, ne mentionne pas son nom. Le duc de Nemours assiste caché à cet aveu et comprend que la princesse parle bien de lui, car elle fait allusion au vol de son portrait si cher à son mari. L'assurant de son innocence et de sa fidélité, la princesse conjure son époux de la protéger. Clèves accepte par amour.
Fier et heureux de connaître l’amour que lui porte la princesse, Nemours commet l’erreur de raconter la confidentialité de la scène au vidame de Chartres, sans révéler l’identité des personnes concernées et sans dire que cette aventure est la sienne. Mais bientôt, toute la cour est au courant de la rumeur, favorisée par Marie Stuart qui désire se venger de sa rivale, la princesse de Clèves. Celle-ci, durant le tournoi royal, au comble du désespoir, reproche à son mari d'avoir raconté son aveu pour pouvoir découvrir l’identité de son rival. Ignorant l'indiscrétion du duc de Nemours, ils s'accusent mutuellement d'être à l'origine de cette rumeur. Le prince de Clèves, devinant que son épouse aime le duc de Nemours, décide leur prochain retour à Coulommiers. Mais, lors d'une joute, le roi reçoit dans l'œil l'éclat d'une lance et meurt. Catherine, devenue veuve, prend sa revanche en écartant Diane. « Le roi est mort, vive le roi ! »
Tandis que le prince de Clèves est retenu à Chambord au service du nouveau roi François II, son épouse est à Coulommiers pour se reposer. Fou amoureux, Nemours s’y rend avec le désir de la voir, mais il n’est pas seul car Marie Stuart, ayant soupçonné le dessein du duc, a envoyé le bouffon pour l’espionner. Imprudent, Nemours tente de pénétrer la nuit dans la chambre de sa bien-aimée, mais doit se retirer précipitamment par crainte d’être surpris par les servantes. Le prince, ayant été mis au courant par l’ignoble bouffon, est pris d’une violente syncope. Apprenant la gravité de l’état de santé de son époux, la princesse revient à Chambord pour avoir une dernière conversation avec son mari agonisant, durant laquelle elle nie toute liaison avec le duc de Nemours, mais elle ne peut le convaincre de son innocence car il meurt de chagrin, convaincu d'avoir été trahi.
Après avoir plaidé sa cause, Marie Stuart, devenue reine, se venge de Nemours en lui affirmant que la princesse, en deuil, refuse de le voir. Fidèle à la mémoire d'un mari tendrement respecté et aimé, la princesse de Clèves repousse l'amour du duc de Nemours qu'elle rend responsable de la mort de son mari et ne pouvant oublier ce crime. Pourtant, Chartres ménage une rencontre entre les deux jeunes gens qui se disent enfin leur amour. Puis, la princesse retourne à sa solitude dans sa retraite de Coulommiers. Et lorsque, affaiblie par sa maladie de langueur, ne pouvant plus retenir sa vie, elle donne rendez-vous à Nemours, il est trop tard à son arrivée : la princesse est morte. « Elle n’a plus rien à craindre de ce monde ! »

## Fiche technique
- Titre original : La Princesse de Clèves
- Titre italien : La principessa di Cleves
- Réalisation : Jean Delannoy
- Assistants à la réalisation : Alain Boudet et Joseph Drimal. Marcel Ugols, non crédité sur les sites de référence[réf. nécessaire][1],[2],[3]
- Scénario : Jean Cocteau et Jean Delannoy, d'après le roman La Princesse de Clèves de Madame de La Fayette (1678)
- Décors : René Renoux assisté de Pierre Tyberghein et Joseph Drimal
- Costumes : Pierre Cardin et Marcel Escoffier, assisté de Jacqueline Guyot
- Maquillage : Alexandre Marcus
- Photographie : Henri Alekan
- Caméraman : Henri Tiquet
- Son : Jacques Lebreton
- Montage : Henri Taverna
- Musique : Georges Auric
- Maître de Ballet : Léone Mail
- Conseiller hippique : François Nadal
- Maître d'armes : Claude Carliez
- Direction musicale : Jacques Métehen
- Script-Girl : Claude Vériat
- Photographe de plateau : Marcel Dolé
- Régisseur général : Eric Geiger
- Producteurs : Robert Dorfmann, Robert Gascuel
- Directeur de production : Léon Carré
- Sociétés de production[2] : Silver Films (France), Cinétel (France), Enalpa Film (Italie), Produzioni Cinematografiche Mediterranee (Italie)
- Sociétés de distribution[1],[4],[2] : Cinédis (distributeur d'origine, France), Les Acacias (France), Tamasa Distribution (vente à l'étranger)
- Pays d'origine :  France,  Italie
- Langue originale : français
- Format : 35 mm — couleur (Eastmancolor) — 2.35:1 (Dyaliscope) — son monophonique
- Genre : drame, film historique
- Durée : 113 minutes
- Dates de sortie : 
  - France : 22 mars 1961
  - Italie : 15 septembre 1961
- (fr) Classifications et visa CNC : tous publics, Art et Essai, visa d'exploitation no 23710 délivré le 31 janvier 1961
- Affiche : René Péron (France)

## Distribution

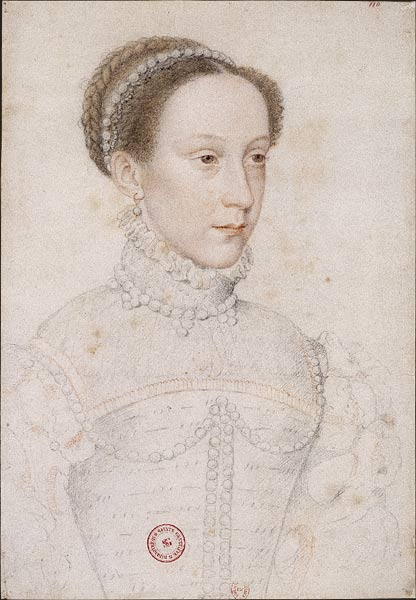
La dauphine Marie Stuart, protagoniste du film.
Dessinée par François Clouet (pierre noire et sanguine).
Vers 1558, fonds BnF.

- Marina Vlady : la princesse de Clèves
- Jean-François Poron : Jacques de Savoie, duc de Nemours
- Jean Marais : le prince de Clèves
- Henri Piégay : le vidame de Chartres
- Lea Padovani : Catherine de Médicis, reine de France
- Renée-Marie Potet : la dauphine Marie Stuart
- Annie Ducaux : Diane de Poitiers
- Raymond Gérôme : le roi Henri II
- Alain Ferral : le dauphin François
- Ivan Dominique : Charles de Guise
- Léa Gray : Madame de Mercœur
- Josée Steiner : Madame de Martigues
- Piéral : le bouffon de Chastelard
- Georges Lycan : le majordome
- Jacques Hilling : le médecin
- Hubert de Lapparent : Ambroise Paré
- Pierre-Jacques Moncorbier : le peintre
- Anthony Stuart : l'ambassadeur d'Angleterre
- Jean Sylvain : l'arbitre du jeu de paume
- Henri Coutet : un homme du peuple
- Rico López (non crédité)
- Louisette Rousseau : spectatrice au tournoi

## Du fait historique et du récit romancé à l'adaptation filmique
De fait, le cadre de l’arrière-plan du roman comme du film est fidèle à la réalité historique. À la Grande Histoire (celle sous le règne finissant d’Henri II, avec son épouse Catherine de Médicis, son fils François marié à Marie Stuart ainsi que Diane de Poitiers, la maîtresse du roi) décrite dans les livres vient s’entremêler la petite histoire c’est-à-dire celle imaginée par madame de La Fayette et les scénaristes de la fiction. Le prince de Clèves, le duc de Nemours ont existé mais autrement tandis que la princesse de Clèves est un personnage inventé. Le nain bouffon n’existe pas dans le roman mais est créé par Cocteau pour le film.
L’adaptation du célèbre roman de Madame de La Fayette fut un projet ambitieux, résultat de 15 ans d’efforts du trio Delannoy-Cocteau-Marais. Les scènes du jeu de paume (ancêtre du tennis et de la pelote basque), du tournoi, du grandiose bal et autres scènes tournées au château de Chambord avec des costumes somptueux donnent un aspect documentaire à cette reconstitution minutieuse du XVIe siècle
Mais le temps du récit n’étant pas le même que celui du film, une adaptation est donc une interprétation de la part du réalisateur. Si le film de Delannoy est globalement fidèle au roman de Madame de La Fayette, des différences existent.
Dans le roman, la rencontre entre la princesse de Clèves et le duc de Nemours a lieu lors d’un premier bal, celui des fiançailles de la fille du roi. Dans le film, Delannoy économise cette scène de bal en organisant la rencontre lors de la fête de mariage de la princesse de Clèves. Delannoy a donc fait le choix de ne montrer ni l’arrivée de Mademoiselle de Chartres à la cour, ni la rencontre entre le prince de Clèves et Mademoiselle de Chartres. Dans le film, ils sont déjà mariés.
Autre différence : dans le roman, l’âge de Nemours n’est pas précisé mais son expérience à la cour est celle d’un homme mûr. Dans le film, Nemours est jeune tandis que Clèves apparaît tout de suite comme un homme vieillissant et jaloux.
Mais la plus grande différence est celle de la scène finale. Dans le roman, après la dernière entrevue secrète organisée par le vidame de Chartres, la princesse refuse de revoir Nemours et se retire dans un couvent. Dans le film, la scène finale imaginée par Cocteau est à la fois plus dramatique et plus romantique : la princesse malade accepte de voir Nemours. Elle lui donne rendez-vous, à son chevet, dans la chapelle ardente où elle repose en paix.

## Tournage
- Période de prises de vue : 2 août[1] à mi-novembre 1960[Note 1].
- Intérieurs[1] : studios de Billancourt (Boulogne-Billancourt, Hauts-de-Seine). La chapelle gothique où la princesse de Clèves donne rendez-vous au duc de Nemours a été construite en studio[Note 2],[5].
- Extérieurs[3] : 
  - Indre-et-Loire : Montlouis-sur-Loire.
  - Loir-et-Cher : Château de Chambord.
  - Yvelines : Parc royal de Marly-le-Roi[6].
- Marina Vlady[7] : « Pour La Princesse de Clèves, ce sont plusieurs mois d'intense travail et de plaisir quotidiens, ponctués d'évanouissements liés aux extrêmes contraintes des costumes d'époque : corset plat écrasant la poitrine, enserrant la taille et les hanches à étouffer, fraises montées sur baleines étranglant le cou et à la longue creusant des plaies autour de la gorge, poids des robes chargées de bijoux atteignant dans les trente kilos, mais aussi jouissance de la danse réglée par Léone Mail, de l'Opéra de Paris, euphorie du texte mâché pendant des heures pour en faire ressentir la pureté classique et ressortir les beautés profondes. Que dire de partenaires plus émouvants les uns que les autres. […] De la rigueur de Jean Delannoy, glacé, retenu, mais bouillonnant intérieurement, semblable à la princesse qui meurt de passion contenue et de désir inassouvi, Jean Delannoy si injustement décrié, méconnu, qui sut guider sans concession cette aventure de seize semaines de création orgueilleuse. »

### Sites de tournage extérieur

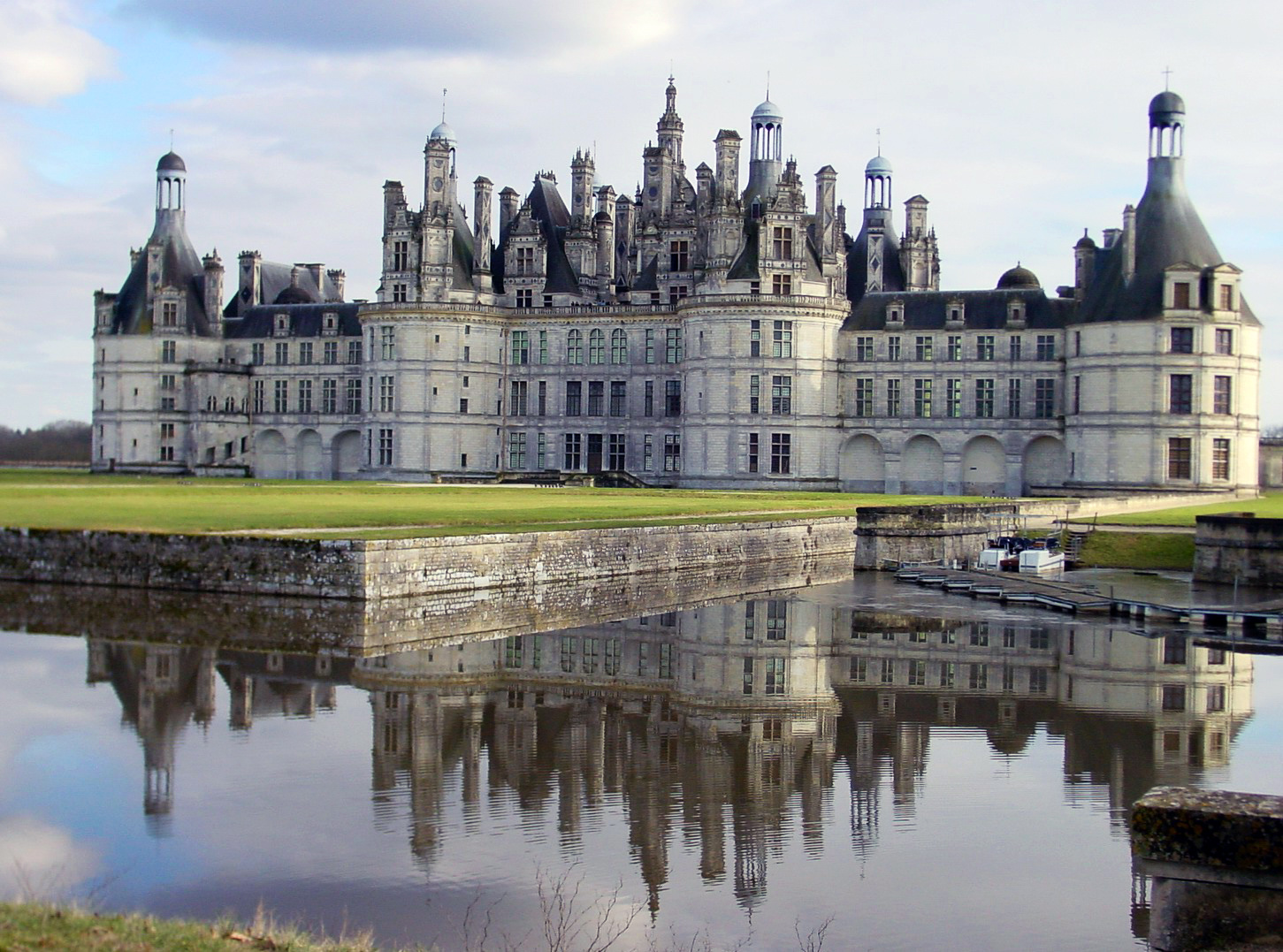
Château de Chambord.

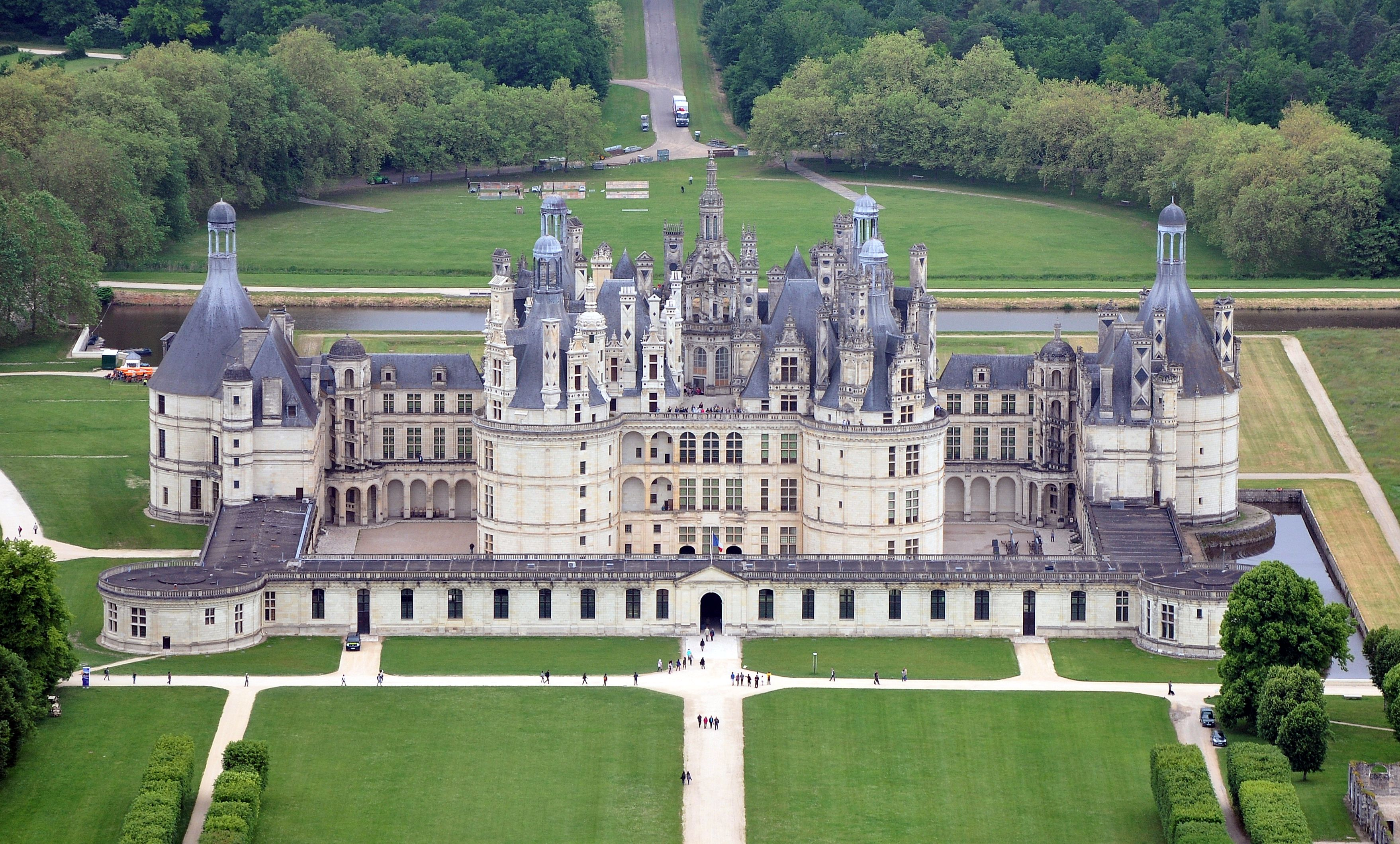
vue aérienne du château.

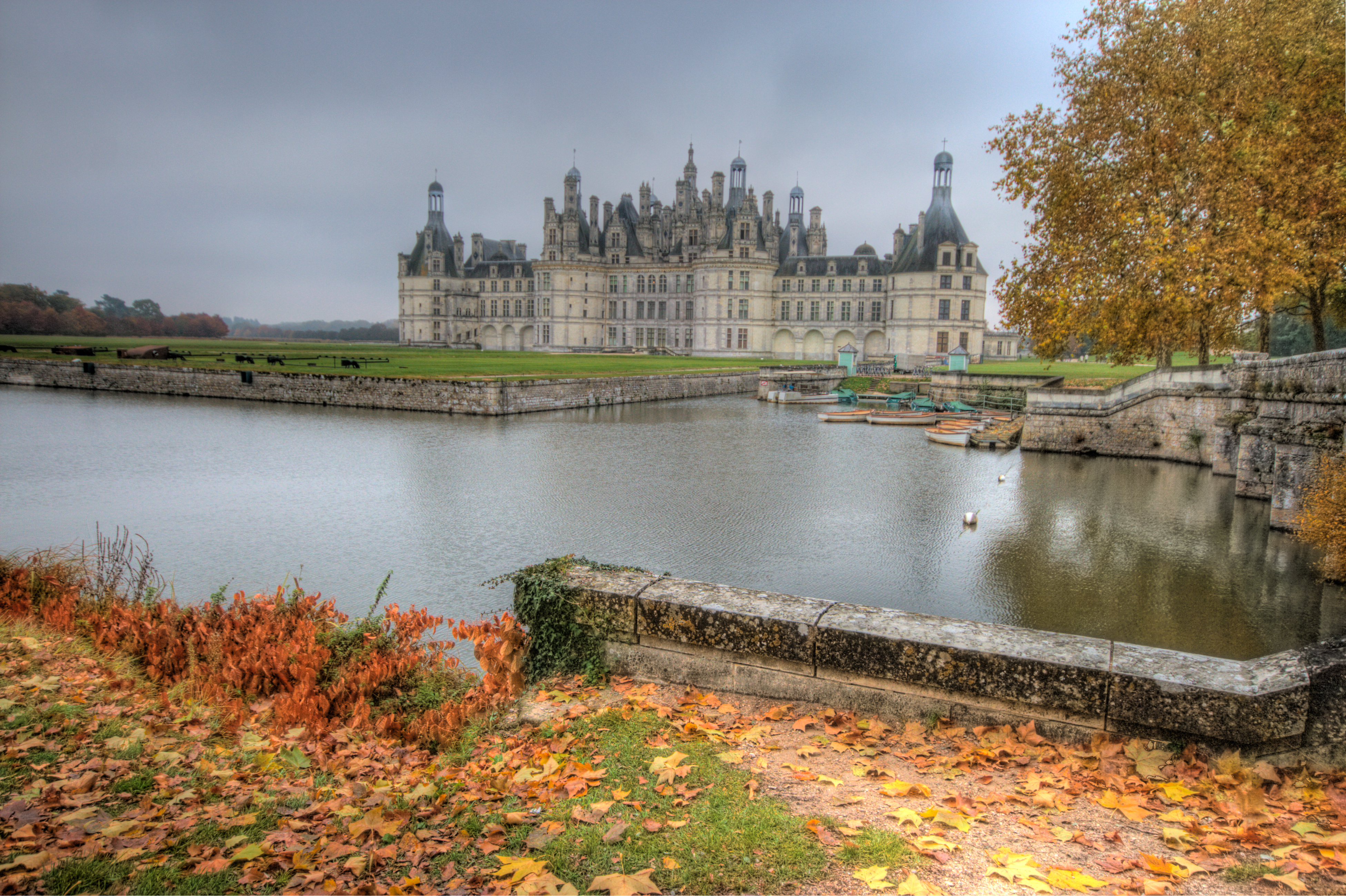
Château de Chambord en automne.

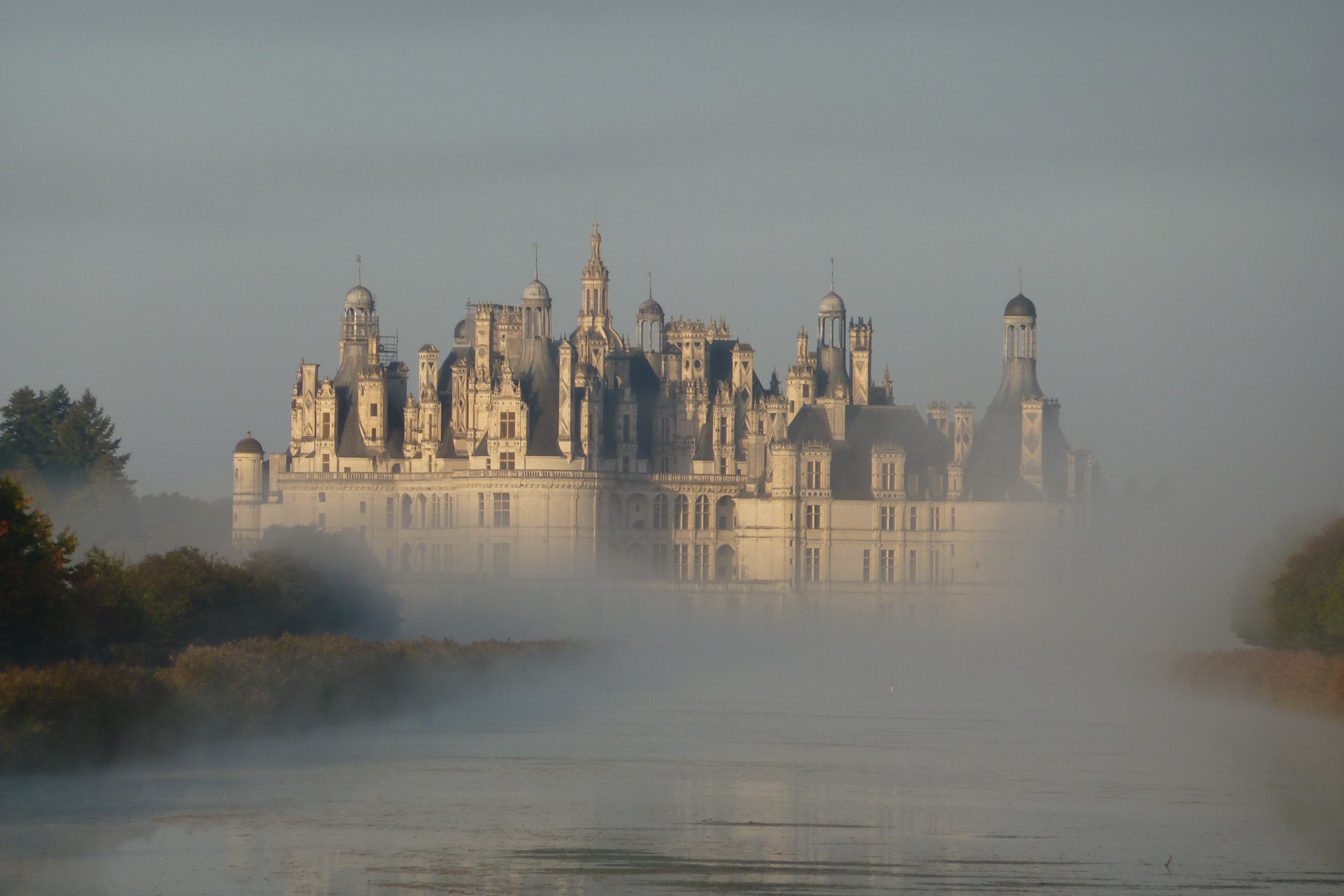
Château de Chambord au lever du jour.

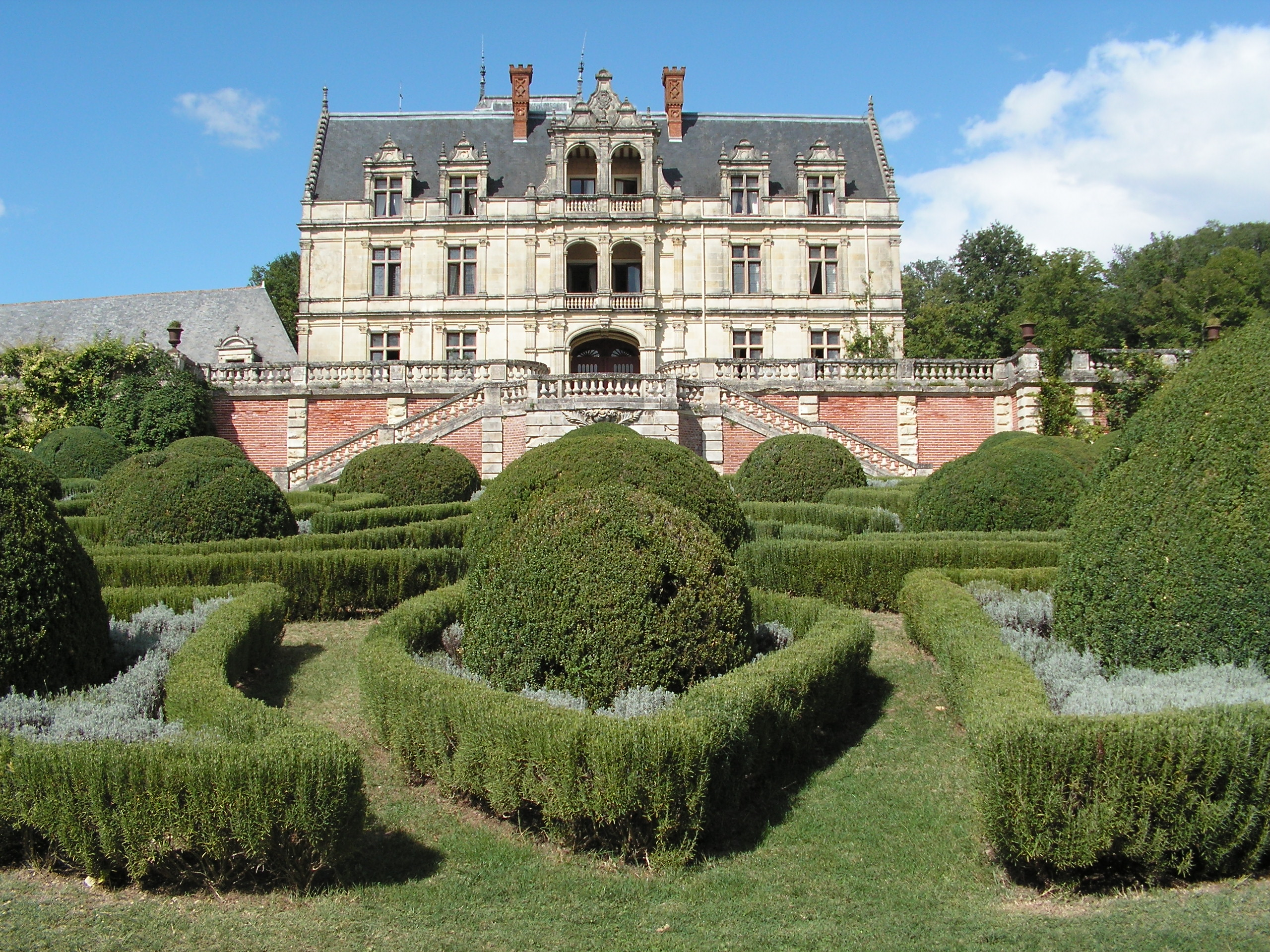
Château de La Bourdaisière à Montlouis-sur-Loire.

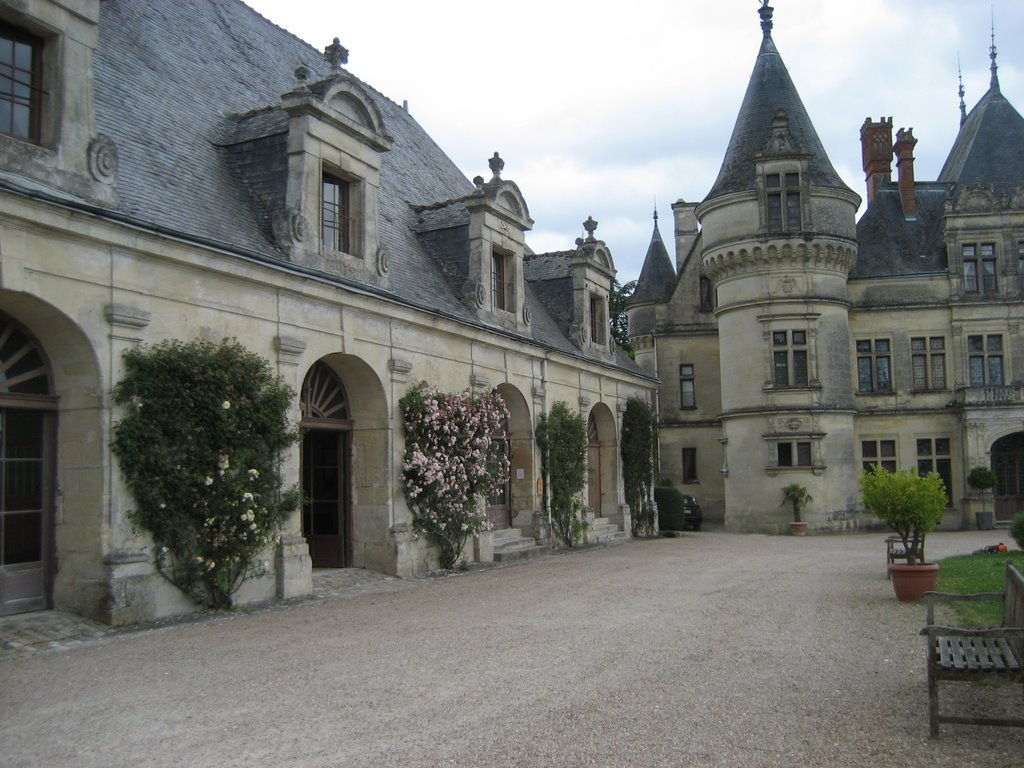
Cour du château de La Bourdaisière.

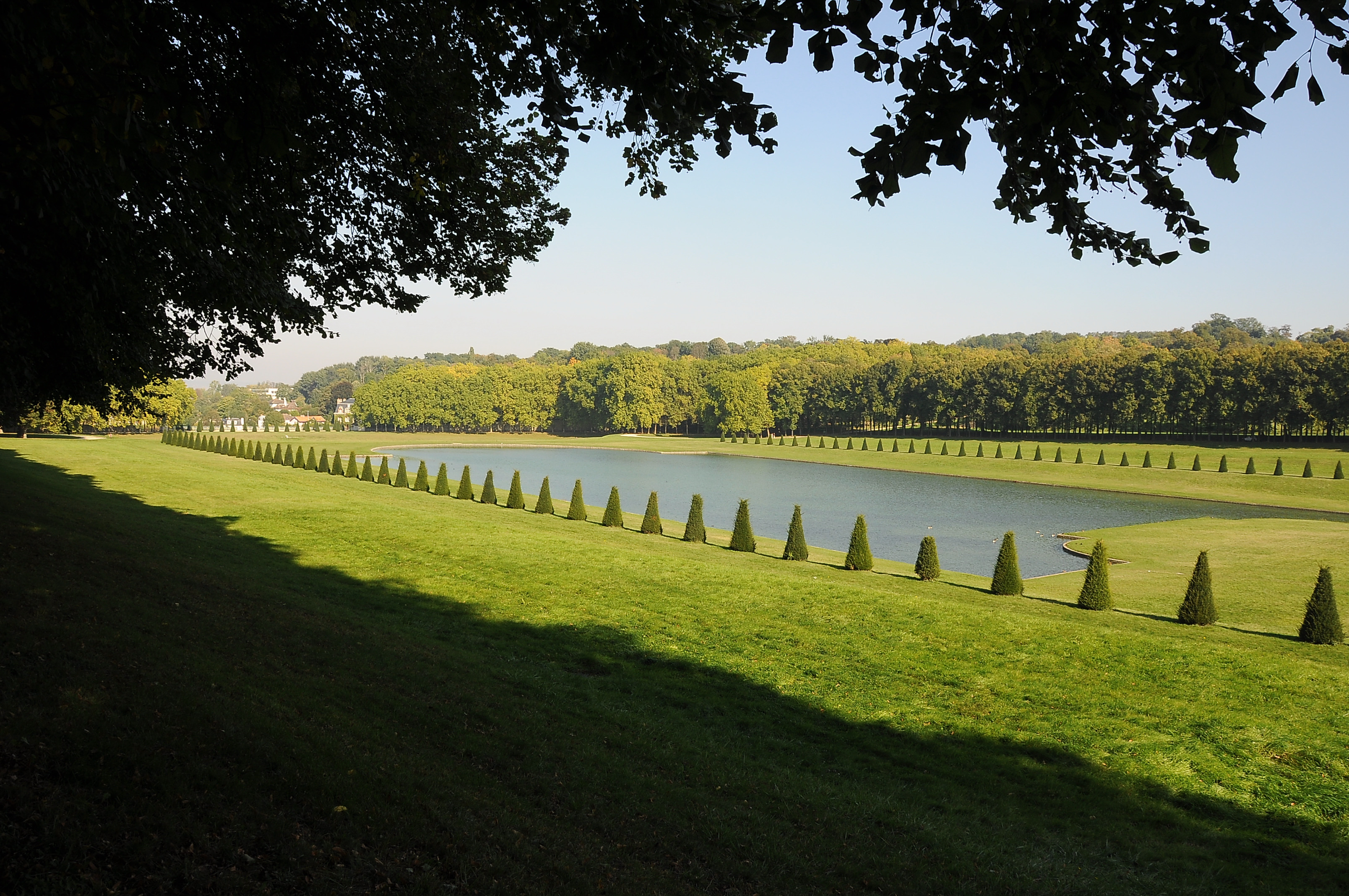
Parc royal de Marly-le-Roi.

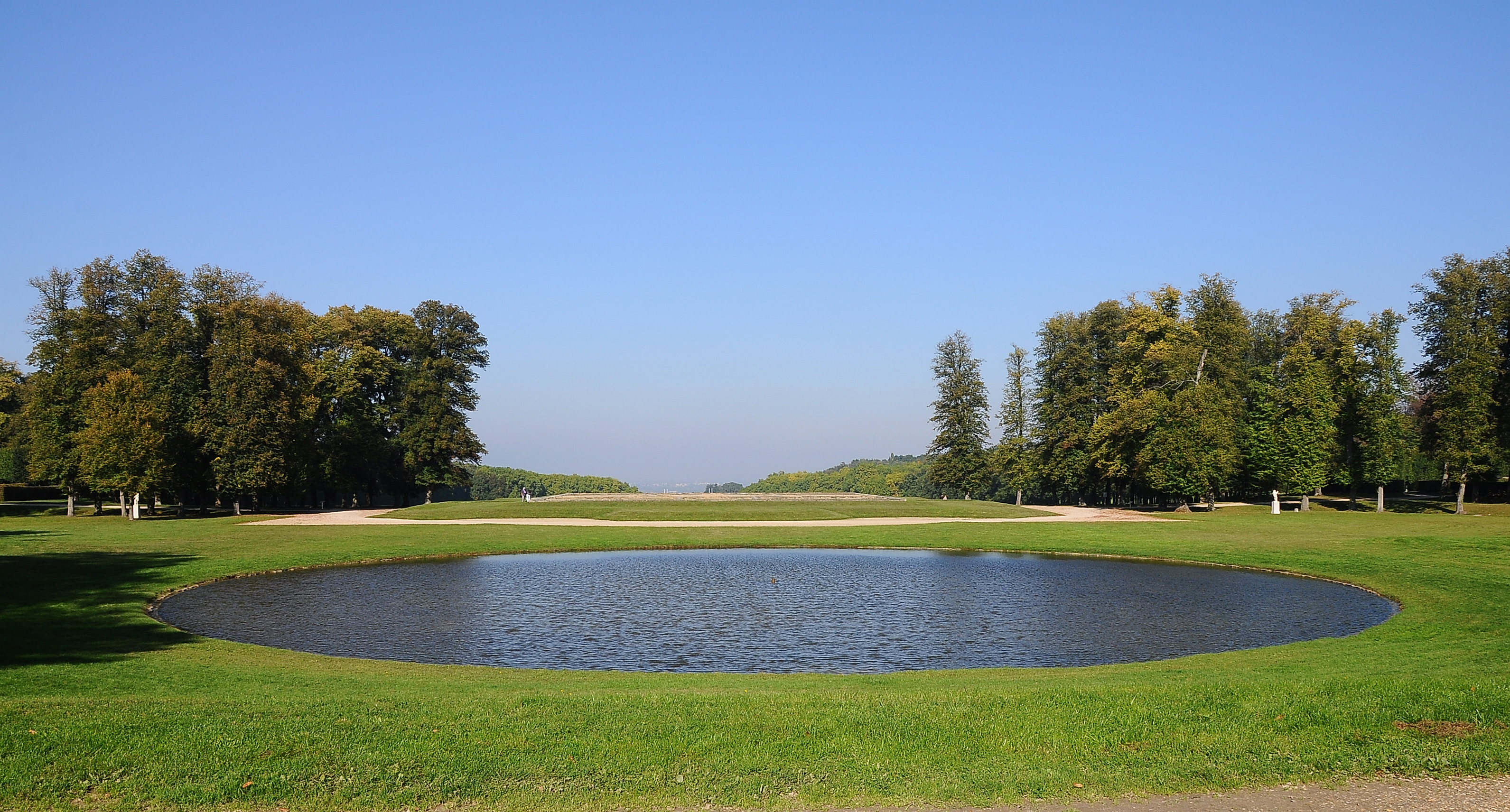
Emplacement de l'ancien château du parc royal de Marly-le-Roy.

## Accueil
- Marina Vlady[7] : « Ce film pour lequel nous obtînmes le plus grand succès public des années 1960, plusieurs prix dans les festivals, un prix d'interprétation Femina Belge pour le rôle-titre, fut littéralement assassiné par la grande majorité de la critique parisienne. En province et à l'étranger, nous ne recevions que des éloges. Dans la capitale du « bon goût », une cabale de snobs s'attaqua à Jean Delannoy d'une manière inique, comme si le talent se devait d'être toujours inversement proportionnel à la satisfaction des spectateurs. Qu'importe : le film a résisté à l'épreuve du temps et ceux qui l'ont dénigré ne sont déjà plus de ce monde… Bien après nous, il restera comme l'une des adaptations les plus achevées du premier roman psychologique à la française. »
- Jean Tulard[8] : « Cette illustration en couleurs est très fidèle, dans son ensemble, au roman de Mme de La Fayette, entreprise bien audacieuse, et néanmoins réussie dans ce somptueux spectacle. Jean Marais joue d'instinct, noble et sincère, il est le prince de Clèves idéal. Marina Vlady interprète avec une certaine retenue la princesse de Clèves. Elle y est distinguée, certes, mais quelque peu lointaine… Mise en scène grandiose où la passion de la princesse de Clèves ne parvient pas à nous faire vibrer tout à fait. »
- Question d'un journaliste au réalisateur Jean Delannoy [9]: Est-ce un hasard que pour La Princesse de Clèves l’équipe de L’Éternel retour avec Delannoy, Cocteau, Marais et Piéral soit reconstituée ? Jean Delannoy répond : « Non ce n’est pas un hasard, vous pouvez y ajouter Georges Auric qui avait déjà fait la musique de L'Éternel retour. Nous avions préparé le film il y a 16 ans avec Jean Cocteau au lendemain de L’Éternel retour. Nous avions l’intention de le faire à ce moment-là mais l’époque ne s’y prêtait pas, c’était 1944 et la couleur n’était pas possible. Alors nous avons préféré attendre jusqu’à cette époque-ci pour faire La Princesse de Clèves car ça me semble beaucoup plus indiqué maintenant »  Votre film où la passion de la princesse de Clèves s’exprime d’une façon discrète est-il en réaction contre l’étalage exhibitionniste actuel au cinéma ? : « Oui c’est fait pour aller à contrecourant des films que l’on fait actuellement par la façon dont on considère l’amour par ces histoires affreuses et superficielles, parce que c’est une grande histoire d’amour et que j’espère donner aux jeunes le sentiment encore des grandes histoires d’amour passionnelles où l’on respecte la passion et où l’amour se donne des grandes disciplines. »  S’agit-il d’une transposition fidèle du roman de madame de La Fayette ? « Oui tout à fait. Jean Cocteau a lui-même respecté beaucoup le texte de madame de La Fayette tout en y ajoutant son grand talent mais il a beaucoup repris le texte de madame de La Fayette. »
- Interviewé à son tour, Jean Marais dit : « C’est très curieux la vie me donne toujours ce que j’ai souhaité. Quand Jean Cocteau a écrit il y a 15 ans le scénario et les dialogues, je devais faire le duc de Nemours. Et lorsque j’ai lu le scénario je regrettais de ne pas tourner le prince de Clèves. J’avais dit à Cocteau à ce moment là que le rôle que j’aimerais mieux jouer c’est celui du prince et voilà mon vœu réalisé car à l’époque le film n’avait pas été tourné. » Pourquoi le prince ? « Parce que c’est un rôle plus humain plus vrai et qui me touche davantage » [10]
- En 1961, Marais, s'estimant trop âgé pour le rôle de Nemours, le laissa à Jean-François Poron, interpréta le rôle du prince d'une manière bouleversante, en particulier la scène de la mort de Clèves[11].

## Récompense
Prix Femina de la meilleure actrice de l'année à Marina Vlady.